# La chanson de Roland
La chanson de Roland (ook wel The Song of Roland) is een Franse film uit 1978 van Frank Cassenti. De film werd lichtelijk gebaseerd op het middeleeuws episch gedicht het Roelantslied naar een scenario van Michele-Anne Mercier en Thierry Joly. Op 18 september 1978 werd de film voor het eerst vertoond op het Toronto Film Festival en op 4 oktober, 1978 ging de film in Frankrijk in première. In 1979 werd de film voor zijn muziek genomineerd voor een César.
De meeste hoofdrolspelers spelen een dubbelrol.

## Verhaal
Een jongleur genaamd Klaus (Klaus Kinski) vertrekt met een groep vrienden op pelgrimstocht naar Santiago de Compostella. Onderweg komen ze langs de pas van Roncevaux en Klaus begint te vertellen over de middeleeuwse Roland. De film verplaatst zich dan naar het verhaal van de jongleur waarin Rolands strubbelingen in het middeleeuwse Spanje worden getoond.

## Rolverdeling
| Acteur             | Personage                         |
| ------------------ | --------------------------------- |
| Klaus Kinski       | Roland / Klaus                    |
| Alain Cuny         | Turpin / Le moine                 |
| Dominique Sanda    | Anna                              |
| Pierre Clémenti    | Olivier / Le clerc                |
| Jean-Pierre Kalfon | Marsile / Turold / Karel de Grote |
| Monique Mercure    | Marie                             |
| Niels Arestrup     | De Commandant / Oton              |
| Serge Merlin       | Marsile / Ganelon / Thierry       |
| László Szabó       | Duc Naimes / Ruiter Hongrois      |
| Mario Gonzales     | Blancandrin / Jeannot             |
| Yvan Labejoff      | Turgis / Slaaf                    |